# David Tyree
David Mikel Tyree (Livingston, 3 gennaio 1980) è un ex giocatore di football americano statunitense che ha militato nel ruolo di wide receiver nella National Football League (NFL).
È noto in particolare per la sua celebre Helmet Catch, una ricezione nel drive finale del Super Bowl XLII che contribuì alla vittoria dei New York Giants contro i favoriti New England Patriots

## Carriera

### New York Giants
Tyree fu scelto nel corso del sesto giro (211º assoluto) del Draft NFL 2003 dai New York Giants. Con essi giocò principalmente come riserva, non ricevendo mai più di 19 passaggi in una singola stagione. Tuttavia si mise in luce negli special team, guadagnando una convocazione al Pro Bowl 2005 come special teamer.
Nel 2008, Tyree fu inserito in lista infortunati per un problema al ginocchio subito durante il training camp e non poté giocare per tutta la stagione. Fu svincolato il 5 settembre 2009.

#### The Helmet Catch
Durante la stagione 2007, Tyree totalizzò 4 ricezioni per 35 yard senza segnare alcun touchdown; tuttavia, il suo utilizzo nel Super Bowl XLII fu il suo contributo più rilevante.
Tyree compì due giocata chiave nel Super Bowl XLII. La prima fu ricevere un passaggio da touchdown da 5 yard dal quarterback Eli Manning, il primo della sua stagione, che portò in vantaggio i Giants 10-7 nel finale di gara. Successivamente, su una situazione di terzo down e cinque yard con 1:15 al termine e in svantaggio per 14-10, Manning eluse un sack e lanciò il pallone per 32 yard in campo aperto per Tyree.
Tyree saltò estendendosi completamente, premendo il pallone contro il casco con la sua mano destra, mentre il difensore dei New England Patriots Rodney Harrison lo sbatté violentemente a terra. Tyree, che aveva una seconda mano sulla palla durante la discesa, sembrò assicurarsi il possesso a pochi centimetri dal terreno, mentre Harrison tentava di strappargli il pallone. La giocata divenne nota come "The Helmet Catch". "Te l'avevo detto. È un lottatore," disse Manning al fratello, Peyton, riguardo a Tyree, dopo la partita. ESPN SportsCenter la nominò la più grande giocata nella storia del Super Bowl il giorno successivo. Fu anche votata come giocata dell'anno agli ESPY Award 2008. Il passaggio portò i Giants sulla linea delle 24 yard dei Patriots a 29 secondi dal termine. Quattro giocate e 24 secondi dopo, Manning lancuiò un passaggio da touchdown da 13 yard Plaxico Burress che fu quello della vittoria. Il punteggio finale del Super Bowl XLII fu Giants 17, Patriots 14. Tyree dedicò quella ricezione, che rimase l'ultima della sua carriera, alla madre, Thelma, che morì di attacco cardiaco quell'anno.

### Baltimore Ravens
Tyree firmò con i Baltimore Ravens il 13 ottobre 2009 dopo avere fatto un provino con i Tampa Bay Buccaneers. Disputò dieci partite con i Ravens ma non fece registrare alcuna ricezione.

### Ritiro
Tyree firmò un contratto di un giorno con i New York Giants per annunciare il suo ritiro dalla NFL come Giant il 29 luglio 2010. Il 5 febbraio 2012 guardò i Giants dalla linea laterale battere nuovamente i Patriots nel Super Bowl XLVI. Il 22 luglio 2014 fu nominato direttore dello sviluppo dei New York Giants.

## Palmarès

### Franchigia
- Super Bowl : 1

New York Giants: XLII
- National Football Conference Championship: 1

New York Giants: 2007

### Individuale
- Convocazioni al Pro Bowl: 1

2005
- First-team All-Pro: 1

2005
- PFWA All-Rookie Team - 2003